# Cormoran mic

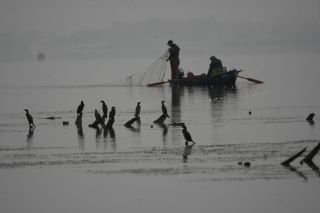
Cormorani mici în Defileul Dunării

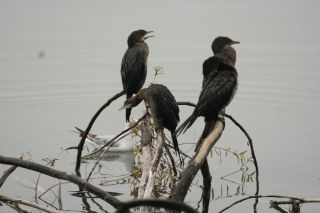
Cormorani mici

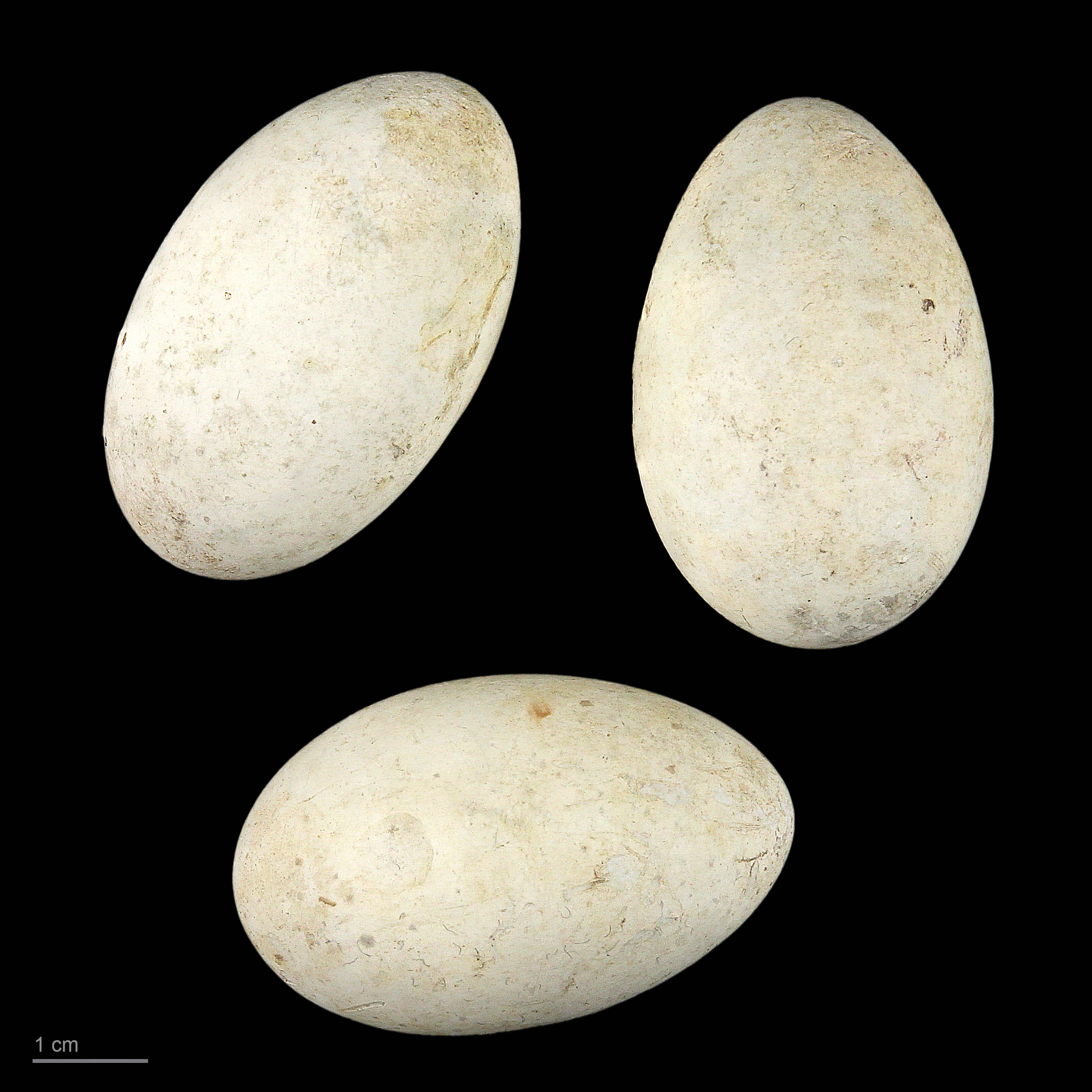
Microcarbo pygmeus - MHNT

Cormoranul mic (Microcarbo pygmeus) este o pasăre acvatică, parțial migratoare ce aparține familiei Phalacrocoracidae , are o talie scundă (45–55 cm) și prezintă o anvergură a aripilor de 75–90 cm. În perioada de împerechere, adulții au capul și gâtul de culoare brun-închis, iar corpul prezentă un luciu verde metalic cu pete mici, albe (prezente la ambele sexe). În restul sezonului, petele albe dispar iar pieptul devine roșu închis-brun. Are capul mic cu ochi rotunzi de culoare maro închis. Pe frunte prezintă o creastă și o dipsersie de pene albe filoplume care coboară pe gât, spate, coadă și părțile inferioare. Ciocul cormoranului mic adult este scurt, de culoare neagră, gâtul este subțire, prevăzut cu un sac gular. Juvenilii au cioc de culoare gălbuie, pe spate penajul lor este maro închis iar abdomenul și bărbia au o tentă albicioasă. Cormoranii nu prezintă glande uropigiene (glande care se găsesc la majoritatea păsărilor acvatice în zona cozii și au rolul de a secreta o substanță uleioasă care are rolul de a împiedica îmbibarea penelor cu apă), din acest motiv după fiecare plonjare în apă sunt nevoiți să-și întindă aripile pentru a le usca. Petrece mult timp scufundat în apă în vederea căutării hranei, uneori mai mult de un minut, după care se refugiază pe diferite suporturi (crengi), cu aripile largi deschise pentru a-și usca penajul.

## Răspândire
Cormoranul mic ocupă în prezent un areal ce cuprinde regiuni din sud-estul Europei (la est de Italia) și sud-vestul Asiei, în Kazahstan, Tadjikistan, Turkmenistan, Uzbekistan . Cea mai largă răspăndire o prezintă în sud-estul Europei, Albania, Grecia, Bulgaria, România, statele balcanice, Turcia, Cipru, Iran, Iraq, Azerbaidjan, Israel, Siria.
În România, conform studiilor efectuate la sfârșitul secolului al XIX-lea de către ornitologul de origine cehă Robert Ritter von Dombrowski  , cormoranul mic era prezent în colonii mari în Delta Dunării, Balta Brăilei și Balta Ialomiței, pe Lacul Vederoasa (Județul Constanța), pe unele iazuri și bălți cu stuf și sălcii din Muntenia.  Numărul perechilor de cormoran mic atingea 10000, fără a fi luată în calcul populația existentă în Delta Dunării. Populațiile de cormoran mic în România cunosc un declin abrupt în special în anii 60, când ca urmare a politicii agrare comuniste au fost asanate Insula Mare a Brăilei și părți importante din Balta Ialomiței, pentru a fi redate agriculturii, astfel fiind distruse habitatele multor specii de păsări acvatice. 
În prezent, cormoranul mic este întâlnit în Delta Dunării, pe Balta Jijia Larga (Județul Iași), posibil pe bălțile Mața, Rădeanu, Vădeni (de pe teritoriul Județului Galați), Balta Cârja (Județul Vaslui), la Vlădești pe Râul Prut (Județul Galați), pe Insula Calinovăț din Județul Caraș-Severin, în Insula Mică a Brăilei, pe balta Dunăreni, (Mârleanu, Județul Constanța) Dunăreni, Constanța, în lunca Dunării pe balta Parcheș - Somova (Județul Tulcea). 
La nivel global s-a estimat că populația de cormorani mic atinge 85000-180000 de indivizi (studiu efectuat de  Wetlands International în anul 2006) iar 75-94% din totalul populației globale trăiește în Europa. Conform unui studiu efectuat de  BirdLife International în anul 2004  se estima că populația de cormorani mici din România număra 11500-14000 perechi iar pe perioada de iarna 1500–4000 perechi.

## Habitat și ecologie
Preferă iazurile pline de vegetație, lacurile și deltele râurilor. Evită regiunile muntoase și regiunile reci și secetoase. Iubește câmpurile de orez sau alte arii inundate în care sunt prezente tufișuri și copaci. Pe timpul iernii frecventează și ape cu o salinitate mai ridicată, în estuare sau pe lacuri de acumulare. Este o pasăre care poate trăi solitar sau în grupuri și este oarecum familiarizată cu prezența umană. Își construiește cuibul din bețe și stuf, în vegetația deasă, în copaci, tufișuri, sălcii și mai rar în stuf(în special pe ostroave mici plutitoare). La sfârșitul lunii mai, începutul lunii iunie, depune în cuib între 4-6 ouă a căror perioadă de incubație durează 28 de zile. Puii sunt hrăniți cu pești mici și alte animale acvatice (Kiss si Rekasi, 2002). Frecvent, împarte același tip de habitat cu egrete, stârci și lopătari.

## Amenințări
Cormoranul mic este o specie ale cărei habitate au fost puternic afectate de către activitățile umane. Pentru că este un mare consumatoar de pește și distruge plasele de pescuit este adesea persecutat de pescari. În România, secarea bălților situate pe cursul inferior al Dunării pentru redarea lor agriculturii (Insula Mare a Brăilei și Balta Borcea), moartea accidentală a păsărilor prinse în plasele improvizate ale perscarilor, distrugerea cuiburilor de câtre pescarii profesioniști cu scopul de a proteja resursele de pește au condus la scăderea numărului de efective, fapt care a determinat includerea speciei pe lista roșie IUCN cu statutul de specie vulnerabilă. De asemenea este vânat în scop recreativ iar în Iran carnea se comercializează pentru a fi gătită.

## Protecție
În legislația din România, Cormoranul mic face obiectul protecției mai multor legi: 
- Legea nr.13 din 25 martie 1993 pentru aderarea României la Convenția privind conservarea vieții sălbatice și a habitatelor naturale din Europa, Anexa II (adoptată la Berna, la  19 iulie 1979).[6]
- Legea nr.13 din 8 ianuarie 1998 pentru aderarea României la Convenția privind conservarea speciilor migratoare de animale sălbatice, Anexa II (adoptată la Bonn la 23 iunie 1979).[7]
- Legea nr. 89 din 10 mai 2000 pentru ratificarea Acordului privind conservarea păsărilor de apă migratoare african-eurasiatice [8], adoptat la Haga la 16 iunie 1995.[9]
- Legea vânatorii si a protecției fondului cinegetic 407 din 9 noiembrie 2006, Anexa 2.[10]
- Legea nr.197 din 2 iulie 2007, pentru modificarea și completarea Legii vânătorii și a protecției fondului cinegetic nr. 407/2006, Anexa 2.[11]
- Directiva Consiliului Europei din 2 aprilie 1979  privind conservarea păsărilor sălbatice.[12]
- Ordonanta de urgenta 57 din 20 iunie 2007 privind regimul ariilor naturale protejate, conservarea habitatelor naturale, a florei si faunei salbatice, Anexa 3.[13]